# Висаидов, Ахмед Матиевич
Ахмед Матиевич Висаидов — советский хозяйственный, государственный и политический деятель, Герой Социалистического Труда.

## Биография
Родился в 1926 году в селении Батаюрт. По национальности — кумык. Член КПСС.
С 1941 года — на хозяйственной, общественной и политической работе. В 1941—1982 гг. — колхозник, звеньевой механизированного звена колхоза имени Калинина Хасавюртовского района Дагестанской АССР.
Указом Президиума Верховного Совета СССР от 27 ноября 1965 года присвоено звание Героя Социалистического Труда с вручением ордена Ленина и золотой медали «Серп и Молот».
Избирался депутатом Совета Национальностей Верховного Совета СССР 7-го созыва от Хасавюртовского избирательного округа. Делегат XXIII съезда КПСС (1966).
Умер в селе Батаюрт в 1982 году, похоронен в соседнем селе Умашаул.